# Divisione cellulare asimmetrica
La divisione cellulare asimmetrica è un tipo di divisione cellulare che non porta alla formazione di due cellule figlie identiche, bensì alla formazione di due cellule figlie con proprietà differenti.
Questo tipo di divisione cellulare è tipico della cellula staminale, la quale, dividendosi, può dare origine a:
- Due cellule staminali
- Una cellula staminale e una cellula progenitrice
- Due cellule progenitrici